# Powiat Wolsztyński
Der Powiat Wolsztyński ist ein Powiat (Kreis) in der polnischen Woiwodschaft Großpolen. Der Powiat hat eine Fläche von 680 km², auf der etwa 57.300 Einwohner leben. Die Bevölkerungsdichte beträgt 84 Einwohner/km² (2019).

## Gemeinden
Der Powiat umfasst drei Gemeinden, davon eine Stadt-und-Land-Gemeinde und zwei Landgemeinden.

### Stadt-und-Land-Gemeinde
- Wolsztyn (Wollstein)

### Landgemeinden
- Przemęt (Priment)
- Siedlec (Siedlec)

## Geschichte
Seit 2000 besteht eine Partnerschaft mit dem deutschen Landkreis Dahme-Spreewald.